# Johann IV. von Egmond
Johann IV. von Egmond (* 1499; † 29. April 1528 in Mailand) war der zweite Graf von Egmond und Träger des Ordens vom Goldenen Vlies. Er war Herr zu Hoogtwoude, Aartswoude, Baar sowie von Purmerend, Purmerland und Ilpendam.

## Leben
Johann wurde in einer der reichsten Familien in Holland geboren. Mit 17 Jahren wurde er mit der Erbtochter von Jakob II. von Luxemburg-Fiennes verheiratet. Zugleich wurde er Kammerjunker von Kaiser Karl V. Die Familie  Luxemburg-Fiennes besaß große Herrschaften in Artois und der Picardie, wie Auxy-le-chateau, Vennes, Montorgueil, Dompierre, Estouyes, Flavy, Fontaine-sur-Somme, Basentin, Averdoing, in der Grafschaft St. Paul, Baronie Fiennes, in Boulonois, die Grafschaft Gavere an der Schelde zwischen Oudenaarde und Gent, die große Herrschaft Armentières und Erquinghem an der Leie unweit Lille, die Baronie Sotteghem, in dem Lande von Aelst, die Herrschaft Cantaing, eine der Pairien von Cambresis, Hamaide, im Hennegau, die große Herrschaft Vierde unweit von Charlemont.
Der Graf hielt sich meistens im Gefolge des Kaisers auf. Derweil machte Karl von Egmond das Land unsicher und zerstörte das Dorf Egmond. Die Burg wurde aber von seinem Schwager Johann von Wassenaar erfolgreich verteidigt.
1527 ernannte ihn der Kaiser zum Kommandeur der leichten Reiterei von Neapel und Mailand. Auf einer Reise erkrankte er in Ferrara und starb kurz danach in Mailand.

## Familie
Er ist der Sohn von Johann III. von Egmond (1438–1516) und dessen Frau Magdalena von Werdenberg (1464–1538), Tochter des Georg von Werdenberg. Über seine Mutter war er ein Cousin zweiten Grades zu den Habsburgern, Kaiser Maximilian und dessen Sohn Philipp dem Schönen, König von Spanien.
Er war seit 1516 mit Franziska von Luxemburg, Gräfin von Gavre, Dame de Fiennes († 1. November 1557), Tochter von Jakob II. von Luxemburg-Fiennes verheiratet. Das Paar hatte folgende Kinder:
- Margaretha (* 1517/18; † 10. März 1554) ⚭ 1. Mai 1549 in  Brüssel Nicolas de Lorraine (1524–1577)
- Lamoral (1522–1568) ⚭  8. April 1544 in Speyer Sabine von Pfalz-Simmern (* 13. Juni 1528; † 19. Juni 1578) Tochter von Johann II. von Simmern
- Karl († 7. Dezember 1541 in Cartagena)